# Шияк
Шияк (на албански Shijak) e град в Албания. Населението му е 7568 жители (2011 г.). Намира се в часова зона UTC+1. Пощенските му кодове са 2013 – 2014, а телефонният 0571. МПС кодът му е DR.